# Шупейки (Гомельская область)
Шупейки (бел. Шупейкі) — деревня в Боровиковском сельсовете Светлогорского района Гомельской области Республики Беларусь.

## География
В 12 км на юго-восток от Светлогорска, 13 км от железнодорожной станции Светлогорск-на-Березине (на линии Жлобин — Калинковичи), 135 км от Гомеля.
На севере канал Еланский, на востоке канава Низовая, соединённые с рекой Сведь (приток реки Березины).

## История
Согласно письменным источникам известна с XVI века. В 1510 году пустовавшая русская земля Шупейковщина, была пожалована польским королём Сигизмундом I шляхтичу, наместнику Горвальскому Б. Григоревичу. Затем во владении Потоцких и Масальских.
После 2-го раздела Речи Посполитой (1793 год) земли возвращены в состав Российской империи. В 1850 году владение помещика Адамовича. В 1879 году обозначена как селение в Кокуевском церковном приходе. В 1908 году работала школа, в Якимовослободской волости Речицкого уезда Минской губернии.
С 8 декабря 1926 года до 30 декабря 1927 года центр Шупейковского сельсовета Горвальского, с 4 августа 1927 года Речицкого районов Речицкого с 9 июня 1927 года Гомельского округов. В 1930 году организован колхоз, работала ветряная мельница. Во время Великой Отечественной войны в июне 1942 года оккупанты полностью сожгли деревню и убили 3 жителей. Согласно переписи 1959 года. Располагался клуб.

## Население
- 1850 год — 38 дворов
- 1897 год — 63 двора, 417 жителей (согласно переписи)
- 1908 год — 84 двора, 511 жителей
- 1940 год — 124 двора
- 1959 год — 504 жителя (согласно переписи)
- 2004 год — 103 хозяйства, 225 жителей

## Транспортная сеть
Транспортные связи по просёлочной, затем автомобильной дороге Светлогорск — Речица. Планировка состоит из криволинейной, почти широтной улицы, к которой с юга присоединяются 2 короткие улицы. Застройка двусторонняя, деревянная, усадебного типа.